# Myrcia nesiotica
Myrcia nesiotica là một loài thực vật có hoa trong Họ Đào kim nương. Loài này được Bisse mô tả khoa học đầu tiên năm 1983.